# Torsten Bredow
Torsten Bredow  (* 24. September 1966) ist ein ehemaliger deutscher Radrennfahrer und nationaler Meister im Radsport.

## Sportliche Laufbahn
Er begann beim Verein „BSG Kraftverkehr Frankfurt“ an der Oder mit dem Radsport. Bredow war dann ab 1982 Mitglied des ASK Vorwärts Frankfurt an der Oder. 1986 konnte er das längste Straßenrennen der DDR, Berlin–Cottbus–Berlin, gewinnen. Er siegte bei der DDR-Meisterschaft 1988 im Mannschaftszeitfahren auf der Straße (mit Dan Radtke, Volker Prix und Frank Schönherr). Bei der DDR-Rundfahrt belegte er den zehnten Platz im Gesamtklassement. Dies war auch bei drei Teilnahmen sein bestes Ergebnis in dieser Rundfahrt. 1988 gewann er weiterhin Tagesabschnitte bei Etappenrennen in Syrien und Rumänien. Im Mai 1988 gewann er die über fünf Etappen führende Oder-Rundfahrt. 1990 konnte er bei der Kuba-Rundfahrt einen Etappe gewinnen. Dies gelang ihm auch bei der Niedersachsen-Rundfahrt 1992. 1990 belegte er gleich mehrfach dritte Plätze bei Rennen wie Berlin–Leipzig, Rund um die Braunkohle und Berlin–Angermünde–Berlin sowie bei der DDR-Meisterschaft im Kriterium.